# Kalloní (Héraklion)
Pour les articles homonymes, voir Kalloní.
Kalloní, en grec moderne : Καλλονή, est un village du dème d'Archánes-Asteroússia, dans le district régional de Héraklion, de la Crète, en Grèce. Selon le recensement de 2001, la population de Kalloní compte 278 habitants.
Le village est situé à une altitude de 330 mètres. Il est mentionné dès 1271 sous le nom de Sikillu et jusqu'en 1278 il est appelé casali Sichylu. En 1583, il est mentionné dans le recensement de Castrofilaca comme Schilús, avec 273 habitants.